# 蘇博蒂夫
49°5′28″N 32°33′2″E / 49.09111°N 32.55056°E

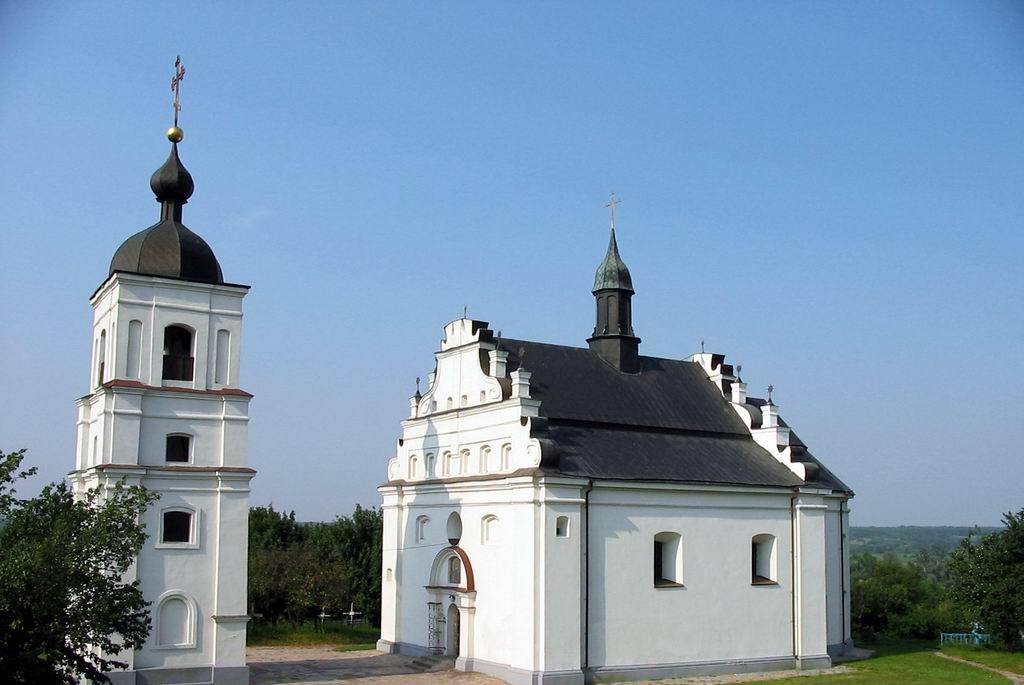
位於蘇博季夫的以利亞教堂

蘇博蒂夫（羅馬化：Subotiv）是位於烏克蘭中部切爾卡瑟州切爾卡瑟區奇希林市鎮的村莊。該村始建於1616年，面積3.95平方公里，海拔高度83米，2007年人口为731人。烏克蘭著名起義者博赫丹·赫梅利尼茨基出生並被埋葬於此地。